# なかはらかぜ
なかはら かぜ（1955年12月23日 - ）は、日本の漫画家・イラストレーター。山口県厚狭郡山陽町（現山陽小野田市）出身。山口県立厚狭高等学校、大阪芸術大学芸術学部油絵専攻卒業。徳山大学特任教授。（公社）日本漫画家協会中国支部長。
大学在学中に漫画家を志し、1977年に原田武明名義で応募した『ゆきげしき』で小学館第18回ビッグコミック賞佳作入選。卒業後の1980年には『Good-byヴィーナス』で集英社第14回月例ヤングジャンプ賞佳作入選。漫画以外にもCDのジャケットイラストや絵本の挿絵などを執筆しているほか、テレビのコメンテーターやラジオのパーソナリティなど、幅広く活動している。2005年から特任教授として徳山大学に招かれた。

## 作品リスト
- 風の中の案山子（1983年、集英社漫画文庫刊。ISBN  4-08-612723-7）

## 出演番組
全て放送終了
- ウキウキ放送局-零-（エフエム山口／日曜　24:00 - 24:30）月1回出演
- 大好き!ひとのくに山口（エフエム山口／日曜　18:00 - 18:30）メインパーソナリティ